# Tyrannochelifer cubanus
Espèce
Tyrannochelifer cubanus est une espèce de pseudoscorpions de la famille des Cheliferidae.

## Distribution
Cette espèce est endémique de Cuba. Elle se rencontre vers Nuevitas

## Description
Le mâle holotype mesure 2,53 mm et le mâle paratype 3,08 mm.

## Étymologie
Son nom d'espèce lui a été donné en référence au lieu de sa découverte, Cuba.

## Publication originale
- Hoff, 1964 : Atemnid and cheliferid pseudoscorpions, chiefly from Florida. American Museum Novitates, no 2198, p. 1-43 (texte intégral).